# José Luis García Saiz
José Luis García Sáiz (Guecho, Vizcaya, 23 de septiembre de 1940) fue un futbolista español que se desempeñaba como delantero. Falleció el 31 de enero de 2018 en Santander a los 77 años de edad.

## Clubes
| Club                          | País   | Año       |
| ----------------------------- | ------ | --------- |
| Real Racing Club de Santander | España | 1960-1962 |
| Real Zaragoza                 | España | 1963      |
| C. F. Badalona                | España | 1963-1964 |
| Real Zaragoza                 | España | 1964      |
| C. F. Calvo Sotelo            | España | 1964-1965 |
| Real Valladolid C. F.         | España | 1965-1969 |
| Pontevedra C. F.              | España | 1969-1970 |
| Real Racing Club de Santander | España | 1970-1973 |